# باشگاه فوتبال ملگار
باشگاه فوتبال ملگار (به انگلیسی: FBC Melgar) یک باشگاه فوتبال واقع در شهر ارکیپا در کشور پرو است. این تیم فوتبال در لیگ سطح یک فوتبال پرو، بازی می‌کند و تا بحال ۲ بار قهرمان این لیگ شده است.